# Gloria Zanin
Gloria Zanin (ur. 15 sierpnia 1975 w Bassano del Grappa) – włoska modelka, Miss Włoch 1992. W 2005 roku zadebiutowała jako aktorka, biorąc udział w serialu telewizyjnym Carabinieri w sezonie 4. 11 lipca 2007 roku poślubiła byłego piłkarza Simone Tiribocchi. 